# Bernard Janeček
Bernard Janeček (Borohrádek, 28 novembre 1814 – Oceano Atlantico, 1887) è stato un militare ceco.

## Biografia
Dopo il 1831 si trasferì in Ungheria, intervallando lavori diversi con lunghi viaggi in Transilvania, Valacchia, Bucovina, Austria e Stiria. Dal 1838 si stabilì a Pest, dove verso il 1845 entrò in contatto con gli intellettuali slovacchi Štefan Marko Daxner, Jozef Miloslav Hurban e Ľudovít Štúr.
In seguito agli scontri promossi dai serbi a Pest nel 1848, Janeček, benché non fosse direttamente coinvolto, fuggì a Presburgo, l'odierna Bratislava, e di qui raggiunse Praga, dove nell'estate si svolse il Congresso slavo. Durante la sollevazione praghese contro gli austriaci, il coraggio di Janeček attirò l'attenzione di Josef Václav Frič e di František Alexandr Zach.
Quando i moti praghesi furono repressi, Janeček si trasferì a Vienna con Hurban, Štúr e Zach per preparare l'insurrezione slovacca contro i magiari. Ma mentre questi ultimi tre si recarono a Zagabria per ottenere il sostegno di croati e serbi, i preparativi veri e propri restarono affidati a Janeček, a Bedřich Bloudek e a Michal Miloslav Hodža. Janeček fu tuttavia uno dei critici di Štúr.
L'insurrezione slovacca partì da Myjava, dove Hurban aveva già svolto un'intensa propaganda nazionale. Per coordinare l'insurrezione il 16 settembre 1848 fu istituito  il Consiglio nazionale slovacco i cui leader politici erano Štúr, Hurban e Hodža e i leader militari erano Bloudek, comandante, Janeček, vicecomandante, e Zach, capo di stato maggiore.
Durante gli scontri dell'insurrezione slovacca Janeček seppe accattivarsi la simpatia popolare, il che però peggiorò i suoi rapporti con Bloudek e con Zach.
Il 18 maggio 1849 fu arrestato con l'accusa di tradimento e appropriazione indebita, ma il 22 ottobre 1853 fu assolto e scarcerato. Dopo la scarcerazione ritornò alla vita civile nel Paese Ceco, vivendo in varie località e con diverse professioni.
Nel 1887 decise di emigrare in America, ma morì in un naufragio durante la traversata.